# Ручей (Волховський район)
Ручей (рос. Ручей) — присілок у Волховському районі Ленінградської області Російської Федерації.
Населення становить 5 осіб. Належить до муніципального утворення Усадищенське сільське поселення.

## Історія
Згідно із законом № 56-оз від 6 вересня 2004 року належить до муніципального утворення Усадищенське сільське поселення.

## Населення
| 1838 | 1862 | 1997 | 2007 | 2010 | 2017 |
| ---- | ---- | ---- | ---- | ---- | ---- |
| 115  | ↘110 | ↘11  | ↘7   | ↘5   | →5   |